# SUNBURST〜我武者羅
『SUNBURST〜我武者羅』（サンバースト がむしゃら）は、LOUDNESSのアルバム。2021年12月29日発売。 発売元はカタナミュージック。

## 解説
初の2枚組によるオリジナル・アルバム。
前作を超える高セールスとなっており、オリコンデイリーチャートでは1位を記録、週間ランキングでも5位を記録した。
初回限定盤は2020年12月に行われたライブの模様を収録したDVD付。
販売されている媒体はCDとアナログの2種類で日本のみダウンロード配信及びストリーミング配信は行われていない。
2022年7月29日に、ドイツのレーベルearMusicより世界発売もされている。
今作は、高崎晃がプロデュースのみならず、作詞・作曲のほとんどを手掛けている。
Disc2冒頭の三曲は、2020年に発売された『SOLDIER OF FORTUNE 30th ANNIVERSARY Limited Edition』制作時に発掘された80年代当時のデモ音源を基調にリメイクされた楽曲であり、歌詞は新たに高崎が作詞している。
Disc2の4曲目「All will be Fine with You」は、同年7月1日に行われたLAZYの配信ライブ「7 SAMURAI PROJECT LAZY「宇宙船地球号」完全再現配信ライブ」にて、LAZYによる演奏が先行披露された。
現在は完全復活を果たしているメンバーの鈴木政行が完全復活を果たす前に収録されており、一部の曲のドラムは西田竜一が担当（「Rising Sun」「仮想現実」「Crazy World」「日本の心」「輝ける80s」「天国の扉」「HUNGER for MORE」）。

## 収録曲
特記なき楽曲は作詞・作曲:高崎晃。

### DISC1
1. Rising Sun-Instrumental-
2. OEOEO
3. 大和魂
4. 仮想現実
5. Crazy World
6. STAND OR FALL
作詞・作曲:山下昌良
7. The Sanzu River
高崎晃がヴォーカルの楽曲。
ドラムスも高崎がプレイしている。
8. 日本の心

### DISC2
1. 輝ける80's
作曲:LOUDNESS
2. エメラルドの海
作曲:LOUDNESS
3. 天国の扉
作曲:LOUDNESS
高崎晃が2020年に急逝したエドワード・ヴァン・ヘイレンに捧ぐ楽曲として制作。
高速タッピングなどエディを意識したプレイになっている。
ギターソロ前のボンゴ演奏は元SEX MACHINEGUNSのhimawariである。
MVが制作されている。
4. All will be Fine with You
5. Fire in the sky
6. HUNGER for MORE
作詞:二井原実、高崎晃
本作のリードトラックであり、海外では先行シングルとして配信リリースされている。
7. The NAKIGARA
作詞:鈴木政行、二井原実
作曲:鈴木政行、高崎晃
8. wonderland

### DVD
1. LOUDNESS
2. ROCK SHOCK(MORE AND MORE)
3. HIGH TRY
4. IN THE MIRROR
5. MILKY WAY
6. CRAZY DOCTOR
7. ESPER
8. CRAZY NIGHTS
9. LIKE HELL
10. HEAVY CHAINS
11. SO LONELY
12. ROAD RACER
13. LET IT GO
14. ROCK'N ROLL GYPSY
15. METAL MAD
16. SOUL ON FIRE
17. I'M STILL ALIVE
18. S.DI.